# 1911 في رومانيا
فيما يلي قوائم الأحداث التي وقعت خلال عام 1911 في رومانيا.

## رياضة
- 6 فبراير – دوري الدرجة الأولى الروماني 1910–11 الفائز أوليمبيا بوخارست.

## مواليد

### يناير
- 18 يناير – غابور دارفاس موسيقي مجري.
- 23 يناير – رودولف كوتورماني لاعب كرة قدم روماني.

### فبراير
- 19 فبراير – كونستانتين أفرام مهندس روماني.

### أبريل
- 8 أبريل – إميل سيوران كاتب وفيلسوف.
- 13 أبريل – كونستانتين ستانسيو لاعب كرة قدم روماني.

### يوليو
- 30 يوليو – أوريل توما ملاكم روماني.

### سبتمبر
- 17 سبتمبر – إميل بوتا

### أكتوبر
- 24 أكتوبر – إشتفان كوفاتش سياسي مجري.

### ديسمبر
- 19 ديسمبر – غوستاف يوهاس لاعب كرة قدم روماني.
- 29 ديسمبر – ميكلوس كوفاتش لاعب كرة قدم روماني.

## وفيات

### مايو
- 16 مايو – جورجي مانو (مواليد 1833) سياسي روماني.
- 18 مايو – إيوان آدم (مواليد 1875) قاضي روماني.